# Tick! Tack!
Tick! Tack! (チック! タック!?, Chikku! Takku!) è una visual novel giapponese per adulti creata dalla Navel, primo sequel spin-off di Shuffle!. La protagonista questa volta è Nerine, che nel corso del gioco, in base alle decisioni del giocatore, può trasformarsi nel suo clone Lycoris o nella Nerine dai capelli rossi che rappresenta la figlia di Ai.

## Trama
Rin, Nerine, Itsuki e Mayumi trovano uno strano orologio che li trasporta indietro nel tempo, quando Forbesii, il padre di Nerine, non era ancora sposato. L'uomo è vittima di un triangolo con la fidanzata Ai e la domestica Sage, che nel futuro è la madre di Nerine.

## Nuovi personaggi
Sage (セージ?, Sēji)
La domestica di Forbesii, nel mondo reale si è sposata con lui ed è la madre di Nerine. Sage è energica e allegra in ogni circostanza, è molto brava sia nel suo lavoro, sia nel nascondere i suoi sentimenti, specialmente quelli che prova nei confronti di Forbesii, al quale ha dedicato tutto il suo cuore. Però, visto che lui è un principe e lei una domestica, Sage si impegna molto nel suo lavoro sperando che lui la tenga con sé dopo essersi sposato con la fidanzata Ai.
Ai (アイ?, Ai)
La fidanzata di Forbesii, nel mondo reale il fidanzamento si ruppe quando lui chiese a Sage di sposarlo. All'inizio, poiché i capelli di Ai sono uguali per colore a quelli di Nerine, viene scambiata per la madre della ragazza. Ai è una donna molto attraente, probabilmente di una famiglia nobile del regno dei Demoni. Ben educata e gentile, sorride sempre anche quando è triste. Ai è a conoscenza dei sentimenti che legano Forbesii e Sage, ma incoraggia spesso la ragazza a dichiararsi, molto probabilmente solo per prenderla in giro.
Cineraria (サイネリア?, Saineria)
Nonostante faccia un breve cameo in Shuffle!, viene presentata veramente solo in Tick! Tack!.  Sorella minore di Forbesii, è la terza moglie di Eustoma e la madre di Lisianthus, zia di Nerine e cognata di Sage.
Bark (バーク?, Bāku)
È il domestico di Forbesii.

## Colonna sonora
- Opening: Be Ambitious, Guys! di Miyuki Hashimoto.
- Ending: Never Say Goodbye di YURIA.
- Insert Song: Pieces di Miyuki Hashimoto.